# Beamte des Fürstentums Antiochia
Im Fürstentum Antiochia gab es, wie im Königreich Jerusalem, folgende bedeutende Hofämter: den Konstabler, den Marschall, den Seneschall, den Kämmerer, den Kanzler, den Mundschenk, den Vizegrafen und den Kastellan.
Die folgende Liste der Beamten des Fürstentums Antiochia ist nicht vollständig, zumal Namen und Daten der Beamten zum Teil nicht bekannt sind. Die angeführten Jahreszahlen nennen den Zeitraum, in dem die jeweilige Person in diesem Amt urkundlich belegt ist.

## Konstabler
Der Konstabler kommandierte die Armee, bezahlte Söldner und richtete in Rechtsfällen, die das Militär betrafen. Er war der wichtigste Beamte eines Reichs, das sich fast ständig im Kriegszustand befand.
- Robert (1098), Sohn des Gerhard
- Adam (1101)
- Reinald Mansoer (1101–1134)
- Walter von Sourdeval (1134–1135)
- Roger de Montibus (1140–1149)
- Archibald (1153)
- Gottfried Jordan (1154)
- Guiscard de l’Île (1172)
- Balduin (1174–1175)
- Reinald II. Mansoer (1179–1181)
- Radulf de Montibus (1186–1194)
- Roger de Montibus (1195–1201)
- Robert Mansel (1207–1219)
- Wilhelm von Hazart (1219)
- Simon Mansel (1262)

## Marschall
Der Marschall war dem Konstabler untergeordnet. Er nahm Aufgaben bei der Organisation des Heeres wahr und kümmerte sich um die Pferde der Armee (den Marstall). Das Amt hatte wenig Bedeutung.
- Raimund (1140)
- Guarin Malmuz (1140–1160)
- Wilhelm Tirel (1149–1169)
- Wilhelm de Cava (1175–1186)
- Bartholomäus Tirel (1186–1191)
- Hugo Flauncurt (1193–1200)
- Thomas (1200–1231)
- Bartholomäus Tirel (1262)

## Seneschall
Der Seneschall beaufsichtigte die fürstlichen Burgen und organisierte die fürstlichen Finanzen. Er sammelte auch die fürstlichen Steuern ein.
- Eschivard von Sarmenia (1149–1169)
- Gervais von Sarmenia (1181–1199)
- Acharie von Sarmenia (1216–1251)
- Peter von Hazart (1262)

## Kämmerer
Der Kämmerer war mit dem Haushalt des Fürsten und seinen Dienern befasst, hatte darüber hinaus weitere ehrenvolle Pflichten, wie die Abnahme von Gelübden.
- Trigaud (1138)
- Basil (1140)
- Peter (1151–1172)
- William (1163)
- Oliver (1179–1190)
- Simon Burgevin (1195)
- Simon (1215–1216)
- Raimund von Gibelet (nach 1238)

## Mundschenk
Der Mundschenk war verantwortlich für die Versorgung des Hofes mit Wein und für die Weinberge.
- Martin von Margat (1140–1144)
- Peter Salvarici (1149)
- Wilhelm von Moci (1169)
- Paganus (1210)
- Julien le Jaune (1216)

## Kanzler
Der Kanzler leitete die Behörde des Fürstentums, die den Schriftverkehr führte und archivierte und für Beurkundungen zuständig war. Kanzler waren oft Kleriker.
- Walter der Kanzler (1114–1122)
- Radulf (1127)
- Franco (1133–1135)
- Odo (1140–1143)
- Johann (1149)
- Walter (1154)
- Gottfried (1154–1155)
- Burkhard (1155)
- Bernhard (1163–1170)
- Wilhelm (1172)
- Johann (1177–1183), Bischof von Tripolis
- Albert (1186–1200), Erzbischof von Tarsus
- Johann von Corbonio (1203–1205), vielleicht auch Konstabler sowie Kanzler von Tripolis
- Jordan (1215–1216)
- Johann (vor 1225), vielleicht identisch mit Johann von Corbonio
- Gottfried (1241), Bischof von Tiberias
- Wilhelm (1262)

## Vizegraf
Der Vizegraf nahm Aufgaben der Rechtsprechung, Verwaltung und wirtschaftlichen Nutzung der gesamten fürstlichen Domäne wahr.
- Thorold (1101–1112)
- Wilhelm (1127)
- Thomas (1134–1135)
- Gottfried (1140), Sohn des Raimbaud
- Thomas (1140–1144)
- Peter (1149), vielleicht identisch mit Peter de Melfa
- Bonet (vor 1154)
- Vassilius (1166)
- Peter de Melfa (1167–1174)

## Kastellan
Der Kastellan war für Aufgaben der Verwaltung der Stadtmauern und Zitadelle von Antiochia zuständig.
- Peter Armoini (1140)
- Payen de Castellut (1167)
- Radulf de la Riviera (1190)